# Heterlimnius quadrimaculatus
Heterlimnius quadrimaculatus är en skalbaggsart som beskrevs av Horn. Heterlimnius quadrimaculatus ingår i släktet Heterlimnius och familjen bäckbaggar. Inga underarter finns listade i Catalogue of Life.